# Patrick Varin
Patrick Varin, né le 21 avril 1956 à Lyon est un matador français.

## Carrière
Il participe à sa première novillada non piquée le 13 avril 1975 à Vergèze (Gard). Sa première novillada piquée se déroule à  Saint-Gilles (Gard) devant des novillos de François André. 
Son  alternative a lieu le 2 septembre 1979 à Palavas-les-Flots (France, département de l’Hérault), organisée par Simon Casas en pleine période de promotion de « El Cordobés ». Patrick Varin a pour parrain « El Cordobés » et pour témoin Curro Vázquez. Il affronte Alcoton, taureau de la ganadería de Pérez Angoso.
En 1991, c'est à Mexico qu'il confirme son alternative avec pour parrain Cruz Flores, devant un taureau ce l'élevage San Marcos.

## Postérité
On retient de sa carrière qu'elle a connu d'excellentes périodes sans que le matador n'atteigne jamais le rang de figura et sans avoir pu accéder à la confirmation d'alternative à Las Ventas, bien qu'il y ait toréé en tant que novillero le 25 mars 1979 en compagnie de Pepe Luis Vargas.
En France, il a ouvert, avec Richard Milian, Chinito de Francia, et Robert Pilés (fils d'un ancien novillero immigré), la voie à une série de matadors français qui s'est développée vers la fin des années 1970 et dans les années 1980, avec Christian Lesur, Stéphane Meca.   
À partir de cette période on verra apparaître de grands noms comme celui de Nimeño II, Juan Bautista Sébastien Castella. En 2000, treize toreros français avaient pris l'alternative depuis 1989.
Beaucoup d'aficionados lui ont souvent reproché sa tauromachie dite "artiste" mettant une barrière à son courage. Sa carrière de novillero avec picadors a été beaucoup plus marquante que celle de matador bien que très appréciée en Amérique Latine. 
Il n'a pas mis fin à sa carrière à une date fixe, mais il s'est progressivement retiré du ruedo, sans toutefois se retirer du mundillo qui l'a toujours respecté et dans lequel il évolue encore lors de rencontres taurines amicales. En 2011, avec Victor Mendes, il a participé à Eauze à une tienta en hommage à Nimeño II. Depuis 2011 il enseigne au Centre Français de Tauromachie de Nîmes qui a pour président Christian Lesur. Le 3 août 2014, il participe à une corrida à Istres (Bouches-du-Rhône), affrontant des taureau de Robert Margé en compagnie de Juan Bautista et Mehdi Savalli. Il coupe une oreille à son premier adversaire et fait une vuelta al ruedo à son second. Patrick Varin espère participer à d'autres corridas, souhait qui n'est jusque-là pas réalisé.   
Il s'occupe dorénavant de la carrière de Raphaël Raucoule, novillero sans picadors, mettant un terme à sa carrière en tant que torero.   
Il a aussi des activités artistiques. Il réalise des « taureaux de papier » constitués de collages et de papier mâché.